# 1977 aux États-Unis
Pour des articles plus généraux, voir Chronologie des États-Unis et 1977.
Chronologie des États-Unis
- 1973
- 1974
- 1975
- 1976
- 1977
- 1978
- 1979
- 1980
- 1981

Cette page concerne des événements d'actualité qui se sont produits durant l'année 1977 du calendrier grégorien aux États-Unis.

## Gouvernement
- Président : Jimmy Carter
- Vice-président :
- Secrétaire d'État :
- Chambre des représentants - Président

## Événements
- Janvier
  - 18 janvier : entrée en vigueur de l'ordonnance 77-4 qui interdit toute discrimination à l'embauche, au logement et à l'accès aux services publics des homosexuels dans le comté de Miami. Cette loi provoque l'indignation des communautés religieuses locales opposées aux droits des homosexuels et le lancement d'une campagne nationale via le mouvement "Save our Children", patronné par la chanteuse Anita Bryant, visant à faire abroger les lois anti-discriminations accusées de faire la promotion de l'homosexualité.
  - 20 janvier : début de la présidence démocrate de Jimmy Carter aux États-Unis (fin en 1981)[1].
  - Le démocrate Jimmy Carter entend mettre au premier plan des priorités la défense des droits de l’homme, politique taxée par ses adversaires d’idéaliste et jugée dangereuse pour les intérêts stratégiques américains. Alors que la diplomatie américaine avait soutenu des dictatures dans le passé, pourvu qu’elles soient anticommunistes, Carter fait pression pour qu’elles se libéralisent, avec des résultats variés.
- Février
  - 4 février 1977, l'accident le plus meurtrier du métro de Chicago se produit lorsque deux rames entrent en collision à hauteur de la station Randolph/Wabash ; onze personnes trouvent la mort et cent quatre-vingt passagers sont blessés[2] lors du déraillement de plusieurs rames[3].
- Mars : les Soviétiques rejettent brutalement les propositions avancées par les Américains sur le « contrôle de l’armement », soit une réduction de 25 % des arsenaux stratégiques. Les négociations reprennent à l’automne.
  - 4 mars : Suppression définitive de la Mississippi State Sovereignty Commission.
- Avril :
  - Plan sur l’Énergie : taxation des grosses cylindrées, hausse des taxes sur le pétrole, subvention aux énergies autres que le pétrole (charbon). Le projet se heurte aux libéraux hostiles à toute augmentation du carburant, aux Compagnies pétrolières soucieuses de bénéficier de la hausse et sur l’indifférence des Américains.
  - En raison de l’inflation, Carter retire le projet de réductions fiscales déposé en janvier.
- 23 mai : Tax Reduction and Simplification Act. Fusion des déductions fiscales en un crédit d'impôt unique pour les bas revenus (moins de 9000 $). Nouvelle hausse des droits d'accise.
- Juin : le dialogue Nord-Sud amorcé 18 mois plus tôt avorte faute de crédits suffisants votés par le Congrès.
  - 1er juin : majoration de 8 milliards de $ des cotisations à la sécurité sociale.
- 15 août : détection du signal Wow! en radioastronomie.
- 28 octobre : International Emergency Economic Powers Act.

## Économie et société
- Depuis 1969, le budget de la défense a chuté de 8,7 % à 5,0 % du PNB.
- 7,5 % de chômeurs.
- Le déficit public s'améliore à 2,5 % du PIB.
- Le nombre de détenus dans les prisons américaines passe la barre du demi-million de personnes.

## Naissances en 1977
- 24 mars : Jessica Chastain, actrice américaine.